# Parçay-sur-Vienne
Parçay-sur-Vienne ist eine französische Gemeinde mit 621 Einwohnern (Stand: 1. Januar 2022) im Département Indre-et-Loire in der Region Centre-Val de Loire; sie gehört zum Arrondissement Chinon und zum Kanton Sainte-Maure-de-Touraine. Die Einwohner werden Parçayais genannt.

## Geographie
Parçay-sur-Vienne liegt etwa 35 Kilometer südsüdwestlich von Tours an der Vienne, der die Gemeinde im Norden begrenzt. An der nordwestlichen Gemeindegrenze verläuft ihr Zufluss Bourouse. Umgeben wird Parçay-sur-Vienne von den Nachbargemeinden Crouzilles im Norden und Nordwesten, Trogues im Norden und Nordosten, Pouzay im Osten und Südosten, Rilly-sur-Vienne im Süden, Chezelles im Süden und Südwesten sowie Theneuil im Westen.

## Bevölkerungsentwicklung
| Jahr                       | 1962 | 1968 | 1975 | 1982 | 1990 | 1999 | 2006 | 2018 | 2020 |
| Einwohner                  | 632  | 590  | 552  | 516  | 515  | 530  | 617  | 643  | 632  |
| Quellen: Cassini und INSEE |      |      |      |      |      |      |      |      |      |

## Sehenswürdigkeiten
- Kirche Saint-Pierre aus dem 12. Jahrhundert

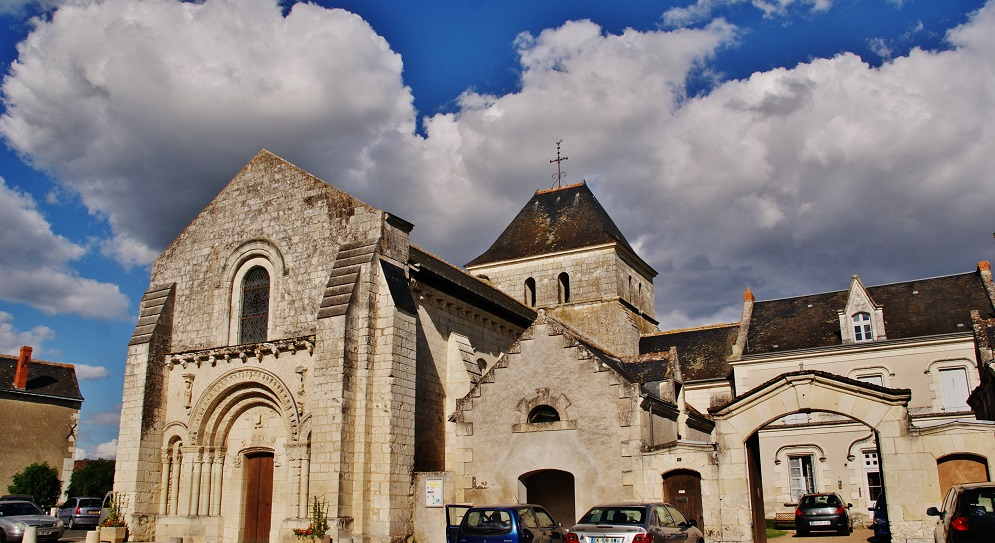
Kirche Saint-Pierre